# Martyrs de Belfiore

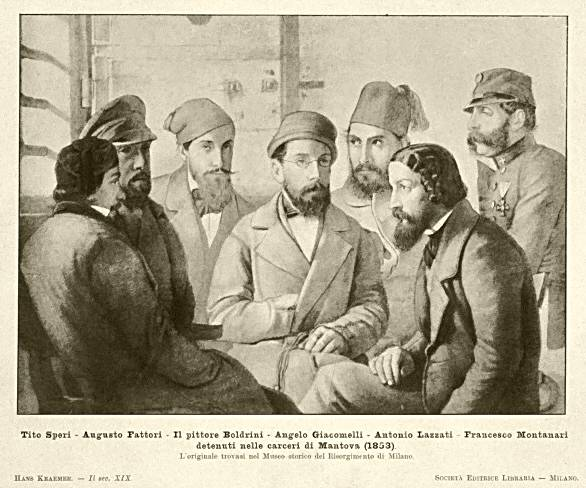
Lithographie : Giuseppe Boldrini, le peintre Boldrini, Angelo Giacomelli, Antonio Lazzati, et Francesco Montanari en prison à Mantoue en 1853 (Musée du Risorgimento à Milan)

Les martyrs de Belfiore (la vallée de Belfiore est située au sud de la ville de Mantoue) est un épisode douloureux du Risorgimento italien connu pour sa série de condamnations à mort par pendaison exigées par le maréchal (Field-marshall) autrichien Joseph Radetzky, gouverneur général de Lombardie et de Vénétie.  Ces actes représentent, pour le peuple italien de l'époque, l'acmé de la répression et de la barbarie, depuis la première guerre d'indépendance d'Italie en 1853. Cette pratique expéditive favorise la haine du peuple italien contre l'occupant autrichien.

## Situation historique de Mantoue

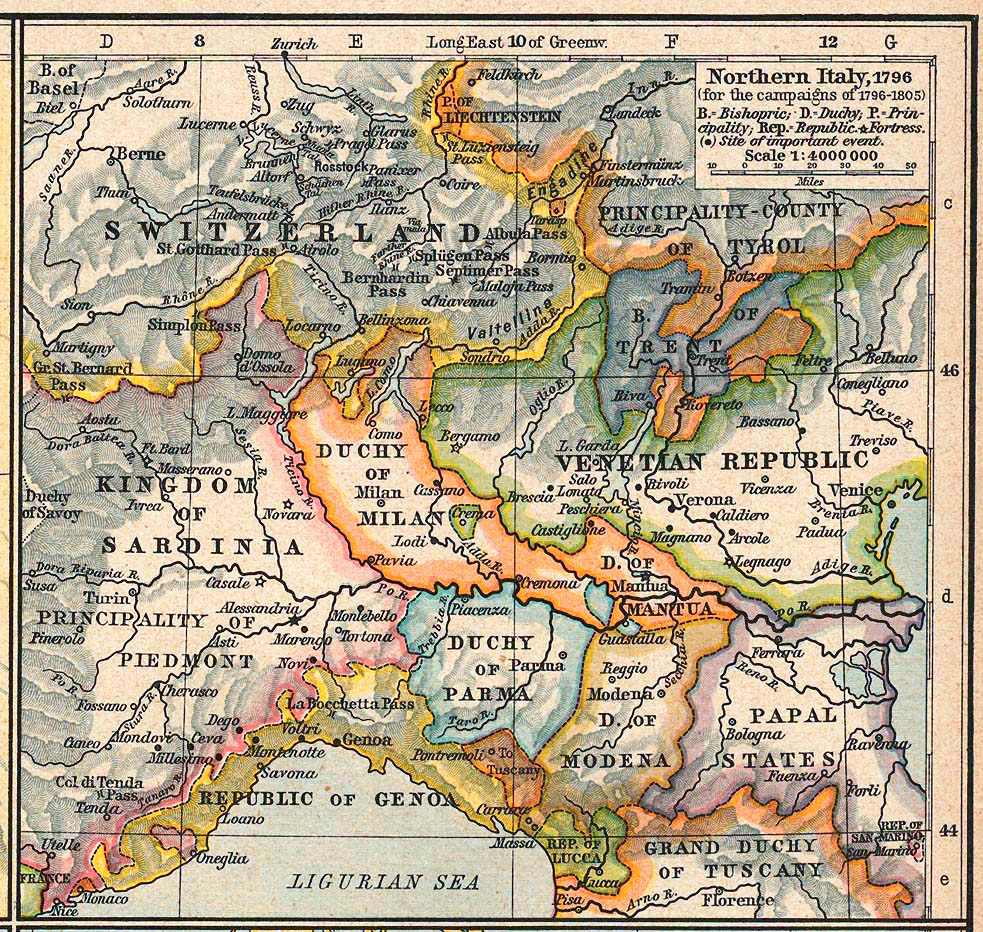
Duché de Mantoue début XIXe siècle

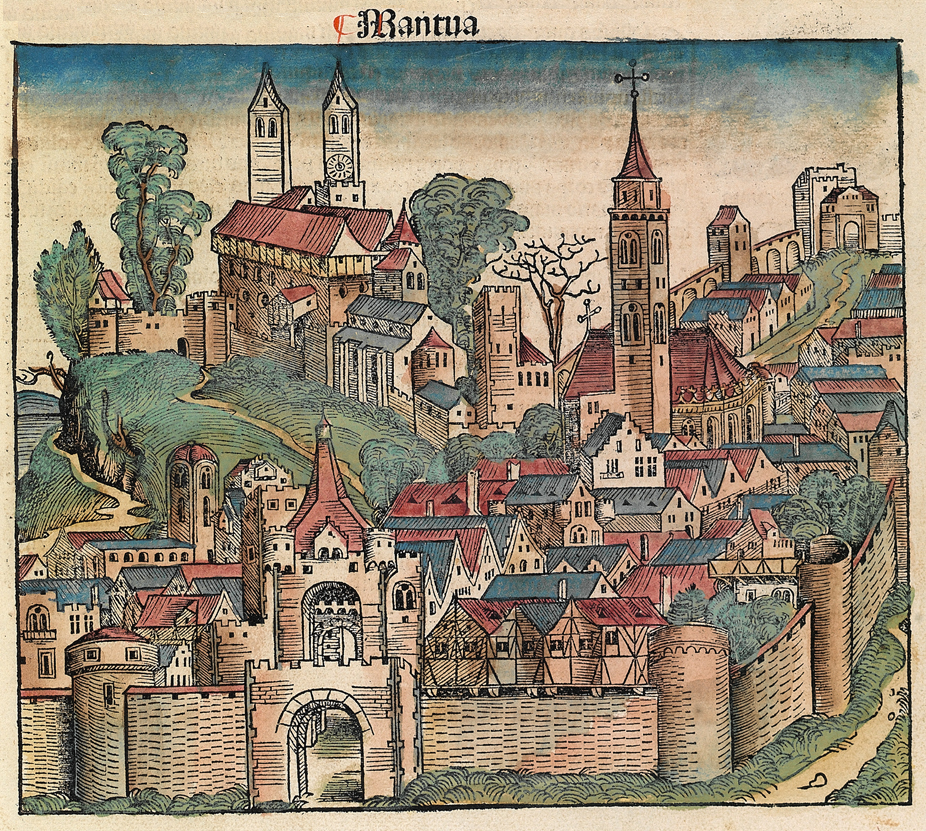
Mantoue en 1493

La ville de Mantoue appartient à la maison des Habsbourg d'Autriche depuis 1708. Capitale d'un riche petit duché, gouverné jadis par la famille Gonzague, branche cadette française, des ducs de Nevers pendant près de quatre siècles. C'est une ville stratégique et une place forte grâce à ses fortifications. Sa situation géographique permet un contrôle de toute la région de la Lombardie, de la Vénétie, ainsi que de la plaine du Pô. Excepté la campagne napoléonienne de 1797, jusqu'à la capitulation d'Eugène de Beauharnais, le 23 avril 1814, les invasions sont essentiellement autrichiennes. La domination de Heinrich Johann de Bellegarde fait de la ville, la plus importante forteresse du Royaume lombard-vénitien. Cette forteresse comporte une prison, où l'on enferme les patriotes mantouans et vénitiens, pour leur opposition et la non-acceptation de l'occupation  autrichienne.

## Contexte politique
À la suite de la défaite de Charles-Albert (qui commande l'armée sarde qui incorpore des volontaires lombards et vénitiens), les Autrichiens en représailles, à partir d'août 1848 et pendant toute une année, jugent et exécutent 961 peines de mort, mettent au cachot plus de 4 000 prisonniers politiques, et saisissent tous les biens des expatriés. Les lombards sont lourdement imposés par des taxes et des impôts extraordinaires. La répression est encouragée par le maréchal Joseph Radetzky, gouverneur général, et fortement soutenue par les tribunaux de Vienne. Le climat est tendu et aggravé par deux visites de l'empereur en 1851 (mars-avril à Venise, septembre-octobre à Milan, Côme et Monza), qui veut montrer que la politique du maréchal Radetzky est une réussite dans le rapprochement de la noblesse italienne avec le régime habsbourgeois. Ce voyage est un échec, car le gouverneur général plénipotentiaire publie deux proclamations (21 février et 19 juillet 1851) qui punissent de un à cinq ans de réclusion tous ceux qui écrivent le mot « révolutionnaire », et rendent les municipalités responsables de ces actes.

## Chronologie des événements des martyrs de Belfiore

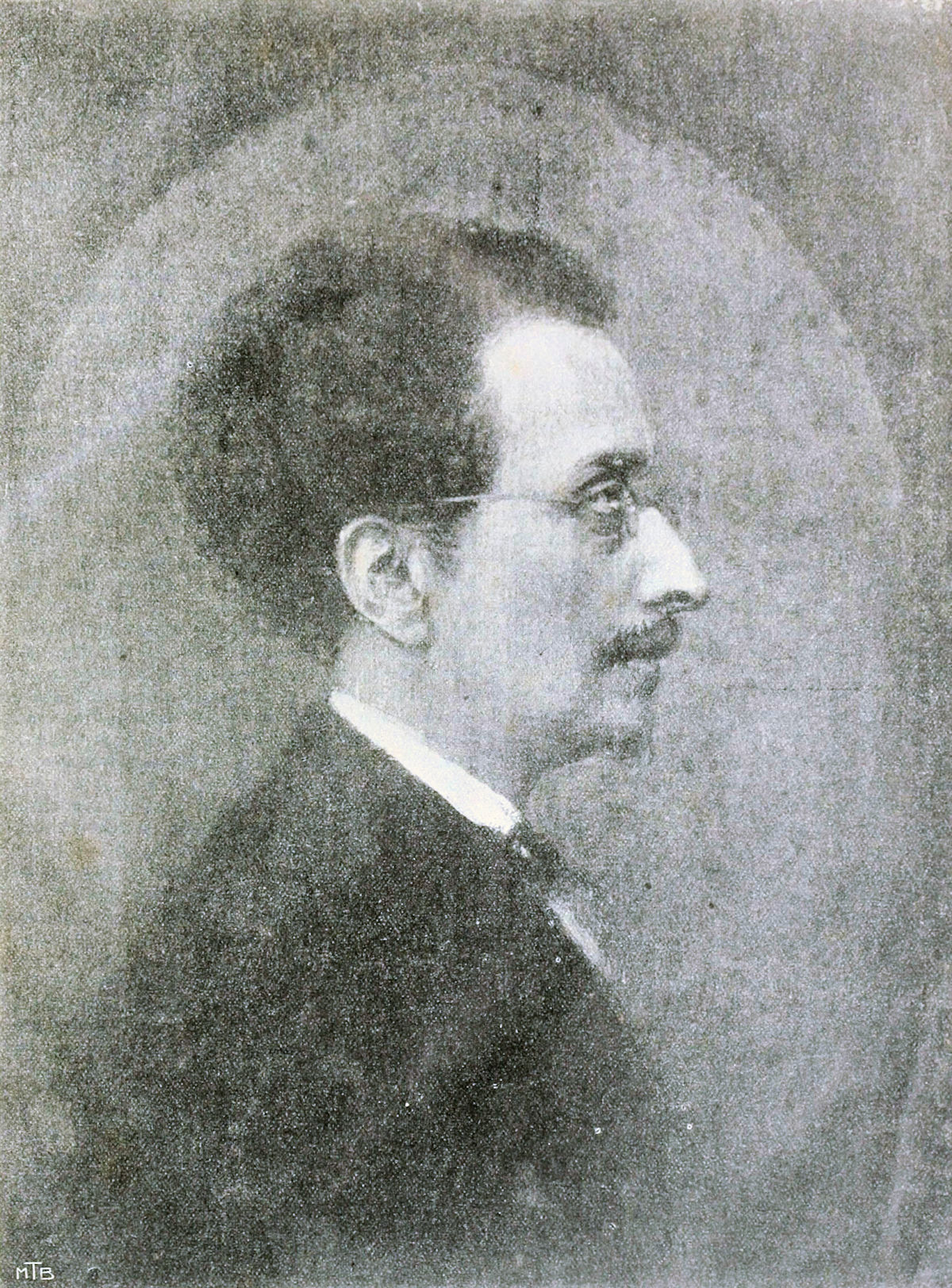
Carlo Poma

- 2 novembre 1850 : Première réunion de préparation de l'insurrection à Mantoue,
- 28 octobre 1851 : Arrestation de Don Giovanni Grioli, curé de la paroisse de Cerese,
- 5 novembre 1851 : Exécution de la peine de mort par pendaison de Giovanni Grioli à Belfiore,
- 1er janvier 1852 : Arrestation de Luigi Pesci (it), à la suite de la découverte d'une carte de Mazzini,
- 27 janvier 1852 : Arrestation de Enrico Tazzoli,
- 13 novembre 1852 :  Première audience du conseil de guerre pour le jugement des conspirateurs,
- 7 décembre 1852 : Exécution de la peine de mort par pendaison, dans la vallée de Belfiore, de Enrico Tazzoli, Angelo Scarsellini, Carlo Poma, Bernardo De Canal et Giovanni Zambelli,
- 3 mars 1853 : Exécution de la peine de mort par pendaison de Tito Speri, Carlo Montanari, et de don Bartolomeo Grazioli, archiprêtre de Revere,
- 19 mars 1853 : Exécution de la peine de mort par pendaison de Pietro Frattini à Belfiore,
- 19 mars 1853 : Exécution de la peine de mort par pendaison de Pietro Fortunato Calvi sur la place de Mantoue.

## Conspiration

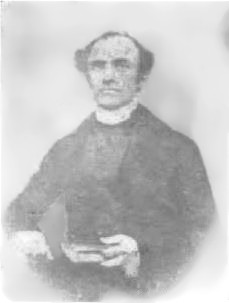
Enrico Tazzoli

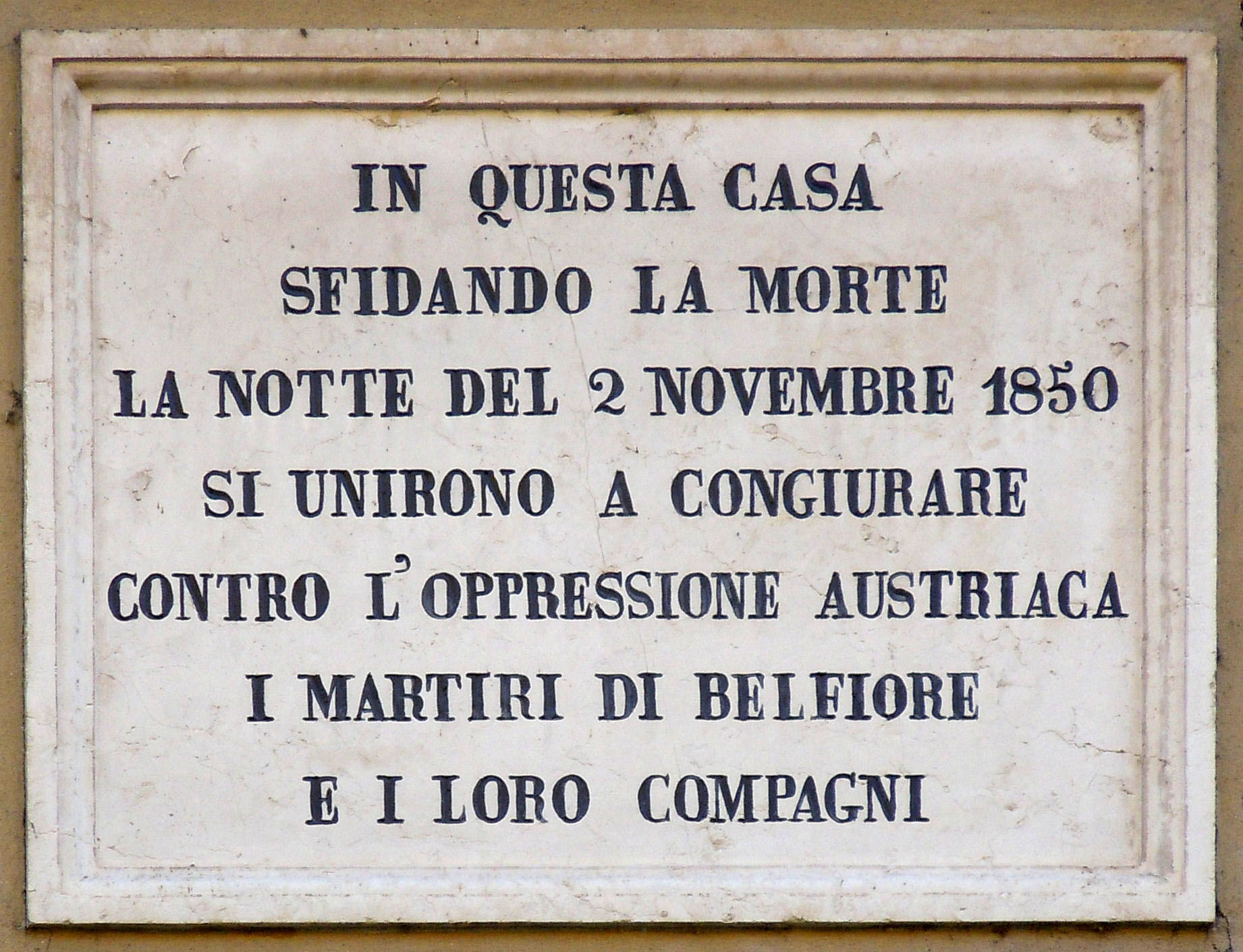
Plaque commémorative située au no 10 de la Via Chiassi à Mantoue

Le mécontentement augmente, les patriotes sont obligés de se réunir secrètement, et de s'organiser en mouvement de conspiration. Le 2 novembre 1850, une section secrète est constituée dans la ville de Mantoue. Une  première réunion est organisée dans la maison appartenant à l'exilé Benintendi Livio (it), située au no 10 de la Via Chiassi. Cette réunion, en l'absence de son propriétaire, est présidée par l'ingénieur Attilio Mori (it). Une vingtaine de patriotes révolutionnaires sont présents, y compris l'ingénieur Giovanni Chiassi, le professeur Carlo Marchi (it), Giovanni Acerbi, l'avocat Luigi Castellazzo, Achille Sacchi (it) et le médecin Carlo Poma. L'instigateur du groupe est un prélat, Enrico Tazzoli, proche du mouvement mazzinien. Don Enrico Tazzoli, se met en contact avec les notables appartenant à ce même mouvement, comme Tito Speri, héros des dix jours de Brescia, ainsi qu'Angelo Scarsellini de Legnago.
Le Comité insurrectionnel de Mantoue, fait imprimer des tracts, et en contact avec les cellules de Milan, Venise, Brescia, Vérone, Padoue, Trévise et Vicence, il récolte de l'argent en vendant des bons d'emprunt de solidarité de vingt-cinq francs, financement imaginé par Mazzini pour les activités révolutionnaires. Ce dossier conduit à l'arrestation de Luigi Dottesio (it) de Côme, qui est pendu à Venise le 11 octobre 1851. Le 28 octobre 1851, le prêtre Don Giovanni Grioli, de Cerese, est arrêté à son tour par le capitaine Carl Pichler von Deeben (it) et est condamné à mort le 5 novembre, pour avoir tenté de persuader deux soldats hongrois de déserter et être en possession de tracts révolutionnaires.

## Arrestations
La police redouble sa surveillance, et le 1er janvier 1852, soupçonné de falsification de billets de banque autrichiens, le commissaire Filippo Rossi perquisitionne la maison de Luigi Pesci (it), et découvre le dossier comportant les feuillets des bons d'emprunt révolutionnaire. Luigi Pesci (it), soumis à un rude interrogatoire, révèle que le dossier venait du prêtre Don Ferdinando Bosio (it), ami de Tazzoli et professeur au grand séminaire de Mantoue. Ils sont arrêtés et avouent sous la torture que Don Enrico Tazzoli est le coordinateur du mouvement et il est, lui-aussi, arrêté le 27 janvier 1852. Chez ce dernier, la police saisit de nombreux documents, y compris le registre sur lequel sont notés les recettes et les dépenses chiffrées avec les noms codés des membres ayant versé l'argent.
Des amis de Tazzoli sont arrêtés : Attilio Mori (it), Luigi Castellazzo, Giuseppe Quintavalle (it) et le prêtre Giuseppe Ottonelli. Tazzoli dira : « Que n'aurais-je pas fait pour les sauver ? Ils sont victimes de m'avoir fait une confiance illimitée. ».
- Détenus de la province de Mantoue : Pietro Frattini, Omero Zanucchi (it), Giovanni Nuvolari (it), Domenico Permeili, Lisiade Pedroni (it), Luigi Dolci, Giuseppe Finzi. Une femme, Camilla Marchi, directrice d'orphelinat, est dépositaire de nombreux secrets de Tazzoli, en état d'arrestation.

- Détenus de la région de Vénétie et traduits à Mantoue : Angelo Scarsellini, Bernardo De Canal, le peintre Giovanni Zambelli, Giovanni Paganoni, l'ingénieur Giovanni Malaman (it), le médecin Luigi Pastro (it), Alberto Cavalletto, Carlo Augusto Fattori, l'avocat Giulio Faccioli, le libraire Domenice Cesconi, Annibale Bisesti, le négociant Augusto Donatelli, Pietro Paolo Arvedi, Francesco Tartarotti et le comte Carlo Montanari.

## Condamnations

### Tortures

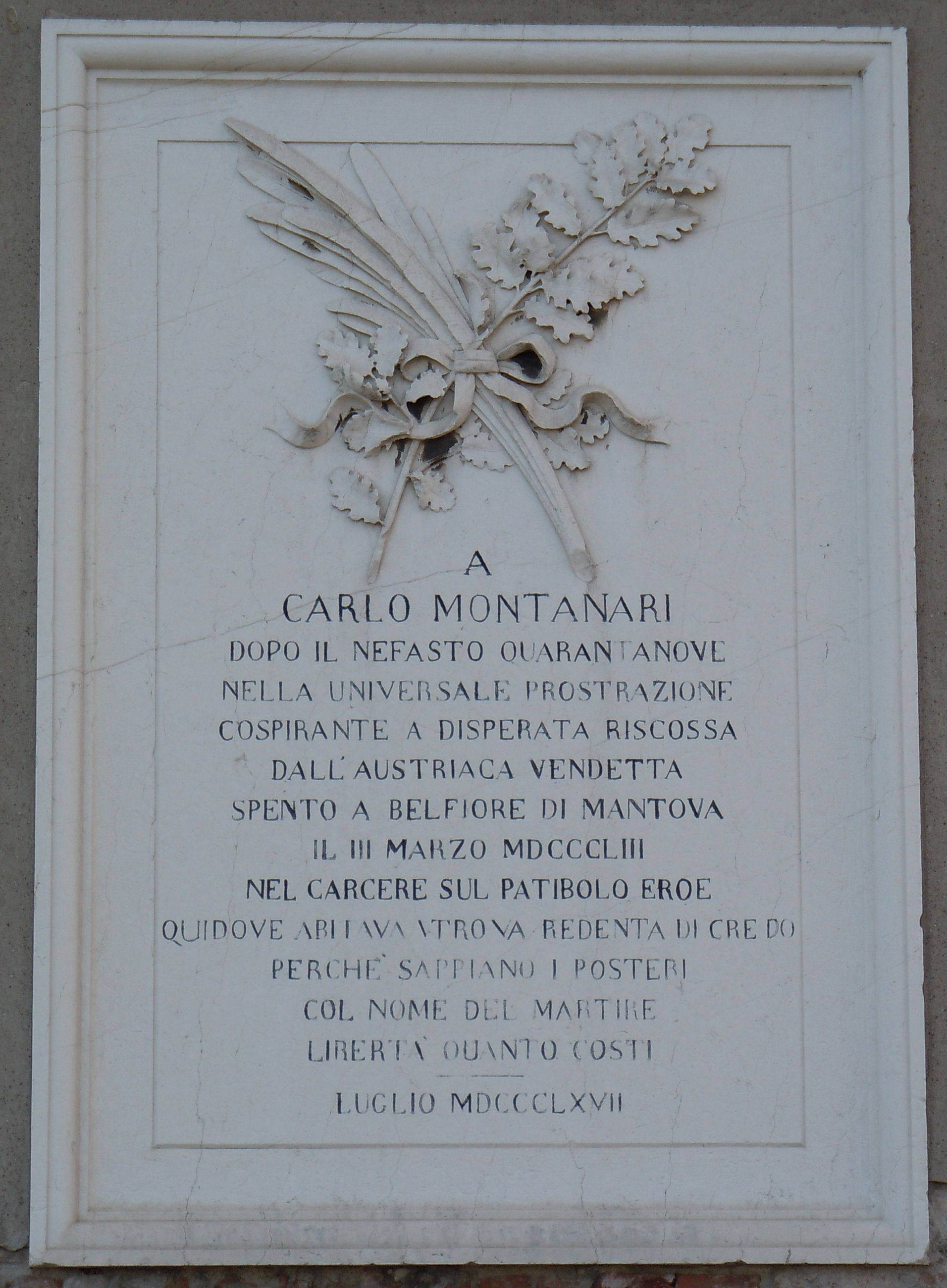
Plaque commémorative de Carlo Montanari

Tazzoli, torturé par le commissaire judiciaire Alfred von Kraus, ne parle pas mais la police réussit tout de même à déchiffrer le journal grâce à la dénonciation du fils d'un commissaire de police, Luigi Castellazzo, ainsi qu'un autre informateur, l'avocat Giulio Faccioli de Vérone. Ceci permet l'arrestation de Carlo Poma, Tito Speri, Carlo Montanari ainsi que d'autres membres des villes voisines, comme ceux de Vérone, Brescia et Venise. Plus de 110 patriotes sont arrêtés, seuls trente-deux d'entre eux prennent la fuite et ils sont condamnés par contumace dont Benedetto Cairoli. La police autrichienne et le gouvernement d'occupation font, par la torture, avouer ou assassiner certains patriotes. Pezzotta pour éviter la torture, préfère se suicider dans sa cellule à Milan.
Alfred von Kraus finit par apprendre l'existence de l'association subversive de Mantoue, des comités des autres provinces, les relations de ces cellules avec Mazzini, et les noms des expatriés réfugiés en Suisse. La tentative de Carlo Montanari d'établir les plans de la forteresse de Mantoue et de Vérone, est avortée. Un plan d'Iginio Sartena, patriote Trentin, avait été organisé, pour commandité un attentat contre le feld-maréchal Radetzky, et un autre projet plus ambitieux, pour capturer François-Joseph Ier d'Autriche lors de sa visite à Venise.

### Interventions de l'évêque de Mantoue

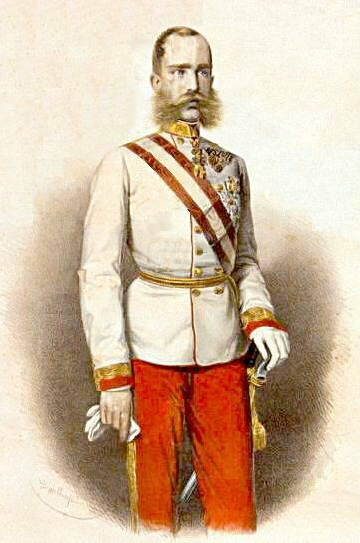
François-Joseph Ier d'Autriche en 1860

Le 13 novembre, le premier conseil de guerre autrichien, juge les patriotes Don Enrico Tazzoli, Angelo Scarsellini, Carlo Poma, Bernardo De Canal, Giovanni Paganoni et le portraitiste Giovanni Zambelli, tous trois vénitiens, le négociant milanais Angelo Mangili, le médecin mantouan Giuseppe Quintavalle et don Giuseppe Ottonelli, curé de la paroisse de San Silvestro à Mantoue, et enfin Giulio Faccioli, collaborant aux projets révolutionnaires. Ils sont tous condamnés à mort.
La nouvelle, n'est pas immédiatement rendue publique, car les autorités autrichiennes s'attendent à un renvoi devant un tribunal ecclésiastique des deux prêtres condamnés. En effet, de par la loi, les prêtres ne peuvent être jugés que par un tribunal ecclésiastique. Un an plus tôt, le 5 novembre 1851 Don Giovanni Grioli avait été condamné à mort, et pour marquer son désaccord, l'évêque de Mantoue, Mgr Giovanni Corti, n'avait pas donné son assentiment. Le prêtre de Cerese put garder sa soutane pour être exécuté par le bourreau, cet acte fut considéré comme un crime par les autorités ecclésiastiques.
Les autorités autrichiennes attendent une missive de Pie IX, pour désavouer la protestation de l'évêque Mgr Giovanni Corti. Le 24 novembre, la lettre pontificale, reproche la conduite et l'engagement politique du clergé, mais intervient pour excuser les actes et gracier les prêtres condamnés. Le 4 décembre, les juges autrichiens rendent leur verdict sans recours.
Cette nouvelle se répand comme une traînée de poudre à travers la ville, et dans l'après-midi une manifestation dirigée par un député provincial de la congrégation, se dirige vers la cathédrale, en criant « Vive la constitution, vive Pie IX ». L'évêque Mgr Giovanni Corti, célébrant un office religieux à Saint-Anselme, chante sur le parvis, en présence de la foule, le Te Deum pour la constitution et le rite ambrosien. L'intervention de l'évêque, personnage très influent et respecté qui demande la clémence des autorités autrichiennes, aurait pu être un tournant historique. Le refus autrichien, du feld-maréchal Radetzky et de François-Joseph Ier, marque une rupture définitive entre l'Église catholique et les autorités impériales de Lombardie.

### La sentence
- Angelo Scarsellini avoue qu'il est l'un des responsables du comité révolutionnaire de Venise, d'avoir comploté contre la personne sacrée de Sa Majesté l'Empereur, d'avoir comploté dans l'organisation créée par le parti révolutionnaire, et d'autres organisations et avoir diffusé des dossiers confiés par Mazzini.

- Bernardo De Canal, Giovanni Zambelli et Giovanni Paganoni avouent être les dirigeants du Comité révolutionnaire de Vénétie, d'avoir par affiliation, diffusé des bons conspirateurs mazziniens, pour un changement de gouvernement violent, et avoir été informés de l'attentat contre Sa Majesté l'Empereur conçu par Angelo Scarsellini, et avoir, avec Canal et Zambelli, créé les comités révolutionnaires de Padoue, Vicence et Trévise.

- Le docteur Giuseppe Quintavalle, est le fondateur de la société secrète de Mantoue, et pour quelque temps, le trésorier du comité, dit avoir, au moyen d'offres financières mensuelles, acheté des bons mazziniens, coopérant pour obtenir des moyens pour les émeutes, et d'avoir possédé des tracts criminels.

- Giuseppe Ottonelli dit avoir laissé Tazzoli s'affilier à la conspiration, et avoir contribué, grâce à des offres mensuelles acheter des bons mazziniens afin de fournir des moyens financiers pour la préparation de la révolution.

« Sur la base de leurs aveux, le conseil de guerre déclare les accusés coupables de crime de haute trahison aggravée et complicité d'assassinat par mandat. En tant que tels, et conformément à l'article V de la guerre, et des articles 61 et 91 du code pénal militaire (Proclamation du 10 mars 1849) M. le comte Radetzky, condamne à l'unanimité des votes, les accusés à la peine de mort, celle-ci devra être exécutée par pendaison. »

### Exécutions

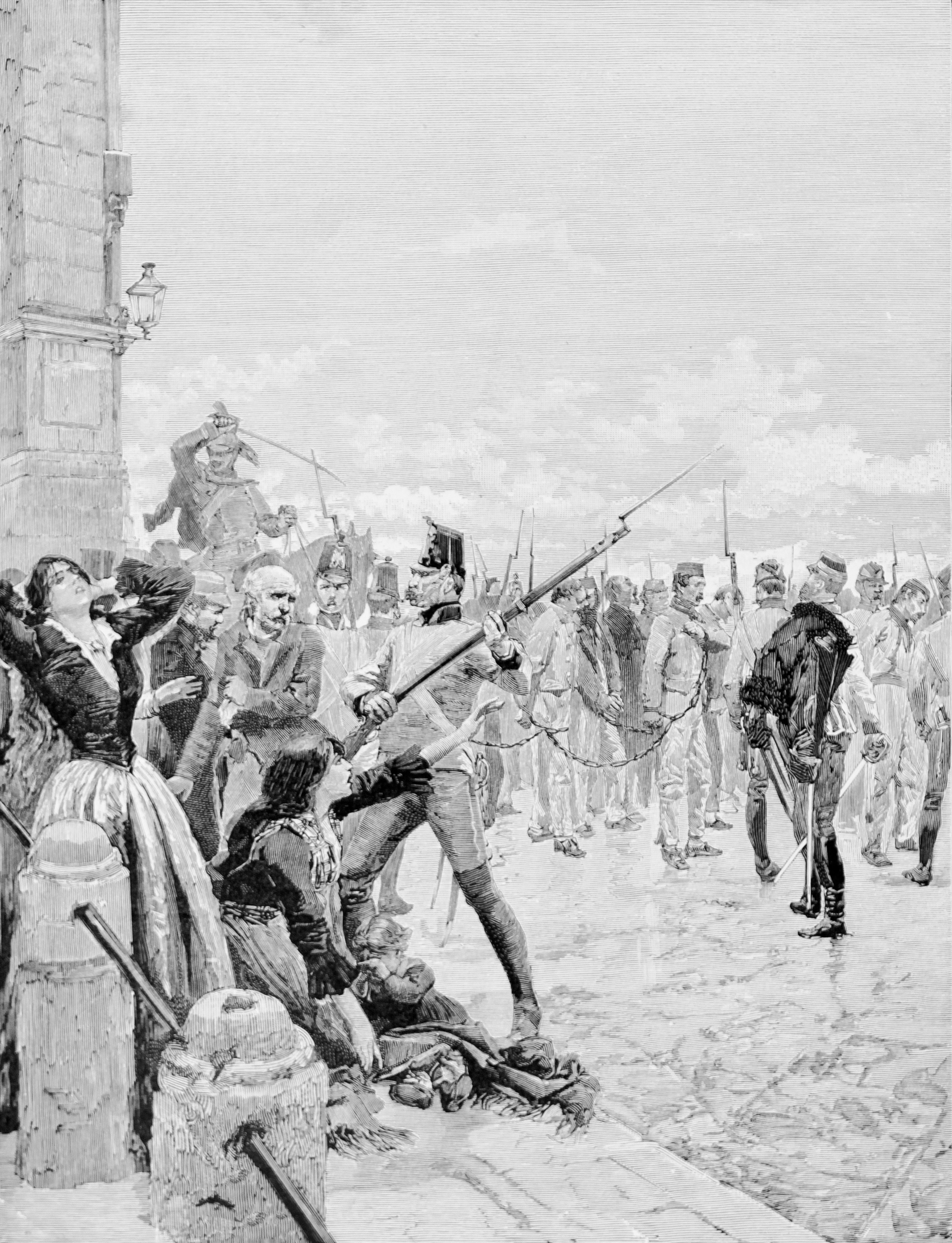
Martyrs emmenés à la potence

L'évêque de Mantoue, soutenu par d'autres évêques, tente une nouvelle fois d'intervenir, mais la fermeté de Radetzky est inébranlable. Il confirme les condamnations à mort pour Tazzoli, Scarsellini, Poma, De Canal et Zambelli, pour dit-il « trancher la révolution sur le vif ». Politiquement, cette sentence marque la fin de toute perspective de paix dans les provinces italiennes.
Dans la matinée du 7 décembre 1852, les cinq hommes condamnés sont conduits dans la vallée de Belfiore, proche de l'entrée Pradella, la porte sud de la ville. Giovanni Zambelli qui n'a que vingt huit ans, est le premier à se présenter devant le bourreau, son exemple est d'un grand soutien moral pour ses compagnons, qui doivent le suivre. Le second est Angelo Scarsellini, le troisième Enrico Tazzoli, le quatrième Bernardo Canal, et le dernier Carlo Poma.
Le 3 mars 1853, trois autres conspirateurs, Tito Speri, Carlo Montanari et don Bartolomeo Grazioli, prêtre de Revere, condamnés à mort, sont aussi pendus à Belfiore. Par la suite, une vingtaine d'autres accusés et condamnés à mort, voient leur peine commuée à vingt ans d'emprisonnement aux fers. Le 19 mars 1853, Pietro Frattini est pendu, et le 4 juillet 1855, Pietro Fortunato Calvi, subit le même sort près du pont San Giorgio.
Pour l'exemple, le gouvernement autrichien interdit l'enterrement religieux des pendus selon le rite chrétien ce qui est interprété par l'église comme une ultime humiliation.
François-Joseph Ier d'Autriche est à jamais inscrit dans l'esprit des Italiens, comme le bourreau des « pendus ». Son image négative de tortionnaire persiste jusqu'après les exécutions de Guglielmo Oberdan, Nazario Sauro, Damiano Chiesa, Fabio Filzi et Cesare Battisti. Les noms de ces héros sont mis à la postérité par la chanson Canzone del Piave (La Légende du Piave).

### les Martyrs de Belfiore
- Pietro Fortunato Calvi, né à Briana, 38 ans, militaire célibataire, catholique, pendu le 4 juillet 1855,
- Bernardo De Canal, né et domicilié à Venise, 28 ans, catholique, célibataire, droit politique,
- Pietro Frattini, né à Vigo di Legnago résident à Mantoue, 32 ans, célibataire, catholique, pendu le 19 mars 1853,
- Bartolomeo Grazioli, né à Fontanella Grazioli 49 ans, catholique, pendu le 3 mars 1853,
- Giovanni Grioli, né à Mantoue 30 ans, vicaire de la paroisse de Cerese,
- Carlo Montanari, né à Vérone , 43 ans conservateur litteraire, catholique, pendu le 3 mars 1853
- Carlo Poma, né et domicilié dans le Magne, 29 ans, catholique, célibataire, médecin hospitalier,
- Angelo Scarsellini, né à Legnago, doraic) à Venise, 30 ans, célibataire, catholique,
- Tito Speri, né à Brescia , 27 ans, catholique, pendu le 3 mars 1853,
- Enrico Tazzoli, né à Canneto, résident à Mantoue, âgé de 39 ans, prêtre, professeur à l'école vétérinaire, pendu le 7 décembre 1852,
- Giovanni Zambelli, né et domicilié à Venise, 28 ans, catholique, célibataire, portraitiste[8], pendu le 7 décembre 1852.

## La mémoire

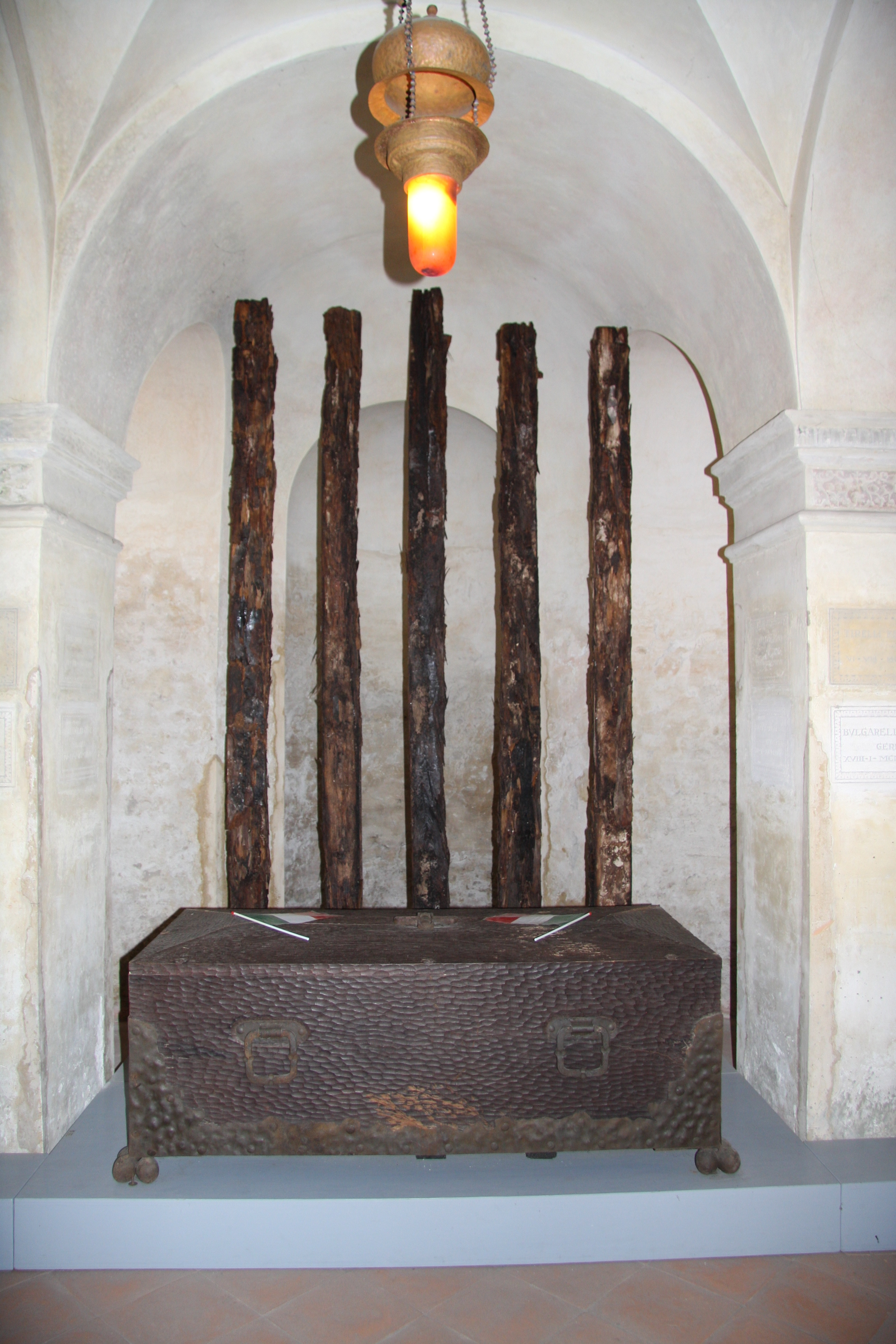
Ossuaire et potences des martyrs de Belfiore dans le temple de Saint-Sébastien à Mantoue

La découverte des ossements des martyrs a lieu après la deuxième guerre d'indépendance italienne. Pendant le mois de juin 1866, les militaires autrichiens décident de renforcer les fortifications de la ville de Belfiore. Pour les besoins des travaux, les maîtres d'œuvre Andreani père et fils de Mantoue, à la recherche de sable, découvrent les corps enfouis. Ils dissimulent les restes et afin de rechercher les autres corps et les enterrer discrètement au cimetière de la ville, ils demandent aux autrichiens, la permission de travailler de nuit pour accélérer les travaux d'excavation. Les corps sont officiellement enterrés dans le rite chrétien à la fin de la guerre après la constitution du nouveau royaume d'Italie.
Le prêtre don Enrico Tazzoli est toujours honoré par une messe donnée par le diocèse de la ville, et Monseigneur Giovanni Corti qui lui avait donné l'absolution, est remercié par l'épiscopat pour service rendu à l'Église. Enrico Tazzoli écrit en prison que l'insurrection du clergé, fut marquée par la tradition catholique, un esprit de respect des valeurs sociales et pour l'éducation de l'homme libre. La nuit de la pendaison, il écrit « Così Dio mi perdoni », « que Dieu me pardonne ».
Le 7 décembre 1872, la place San-Pietro à Mantoue redevient officiellement la place Sordello et, un monument est élevé en l'honneur des martyrs de Belfiore, héros du Risorgimento, victimes politiques de 1851. Le monument est démonté en 1930 et les reliques sont transférés dans l'église Saint-Sébastien de Mantoue. En 2002, la ville rassemble dans l'église l'ossuaire et les potences..
En 1903, le journal catholique l'Osservatore Cattolico s'est associé à la commémoration faite à Mantoue par les francs-maçons italiens pour le cinquantenaire des « martyrs de Belfiore », carbonaris condamnés à mort par le gouvernement autrichien,.